# 사롱 다 사그
사롱 다 사그(펀자브어: ਸਰੋਂ ਦਾ ਸਾਗ/سرھوں دا ساگ) 또는 사르송 카 사그(힌디어: सरसों का साग, 우르두어: سرسوں کا ساگ)는 인도와 파키스탄에 걸친 펀자브 지역에서 즐겨 먹는 전통 음식이다. 갓으로 만든 사그의 일종이며, 주로 마키 디 로티와 함께 먹는다.

## 이름
펀자브어 "사롱(ਸਰੋਂ/سرھوں)"은 "갓"을, "다(ਦਾ/دا)"는 "~의"를 뜻하며, "사그(ਸਾਗ/ساگ)"는 잎채소로 만든 요리 이름이다. 힌디어/우르두어 "사르송(सरसों/سرسوں)"과 "카(का/کا)", "사그(साग/ساگ)"도 같은 뜻이다.

## 사진

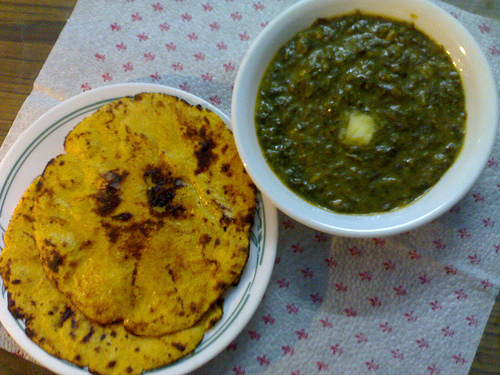
사롱 다 사그와 마키 디 로티

## 같이 보기
- 팔락 파니르
- 사그